# Zdeněk Miler
Zdeněk Miler nació el 21 de febrero de 1921 en Kladno, República Checa. Desde su infancia le gustaba dibujar y pintar, y naturalmente tendía a los estudios universitarios de arte. Estudió en La Academia de Artes, Arquitectura y Diseño en Praga. Llegó a ser ilustrador de películas animadas, guionista y director de cine.

## Biografía
En el año 1941 empezó a trabajar en los estudios cinematográficos en Zlín y en el año 1945 pasó a otros estudios que se llamaban Bratři v triku (en español: Los hermanos en camiseta) bajo la dirección del artista checo Jiří Trnka en Praga. Para este estudio, Zdeněk Miler creó un logotipo: tres pequeños chicos de pelo rizado en camisetas marineras.
Su primera película fue un cuento llamado O milionáři, který ukradl slunce (en español: El millonario que se robó el sol) basado en la obra literaria del escritor checo Jiří Wolker. 
En el año 1954, recibió la encomienda de crear una película animada para niños. Miler quería representar en una figurilla a un animal que no había aparecido en ninguna película de animación hasta aquel momento y con el que no habían trabajado los Estudios de Animación de Walt Disney. El topo (Krtek en checo) fue la representación ideal. Al principio tenía mucho trabajo con este muñeco: en las ilustraciones de la literatura especializada, el animal le parecía feo y él no sabía cómo humanizarlo y convertirlo en un héroe bueno y simpático. Al final nació un topito negro con una boca roja y con tres pelos en la cabeza, un topito gracioso y curioso que siempre sonreía y todo lo resolvía con gracia. La producción de la primera película tardó dos años y después de esta, se hicieron más de cincuenta episodios. Excepto por la primera parte, la serie es muda, el topo y sus amigos emiten sonidos que son grabaciones de las dos hijas pequeñas de Miler. Las películas del topo alcanzaron un gran éxito y ganaron el primer premio en el festival de cine de Venecia. Miler creó un fenómeno que es conocido en casi todo el mundo. 
Además del topo, Miler hizo otras películas y creó más muñecos animados, como por ejemplo un grillo y un cachorro. En total rodó setenta películas para niños y dos películas para adultos. Una de ellas cuyo nombre es Romance helgolandská es una película de terror animada. 
En los años 50 empezó a dedicarse a la producción literaria y se especializó en aquella para niños. Trabajó con una editorial checa llamada Albatros para la cual ilustró más de cuarenta libros. Sus ilustraciones están conectadas con los libros de varios autores checos, por ejemplo František Hrubín y Eduard Petiška. En el año 1999 recibió un premio por más de cinco millones de libros vendidos en los que había cooperado; dos años después, obtuvo otro reconocimiento más por su trabajo con los libros para niños. Además de los libros, Miler ilustró gran cantidad de libros desplegables y cuadernos para colorear. 

### Galardones
En el aňo 2006 fue galardonado con la Medalla al Mérito Nacional.

## Muerte
Zdeněk Miler murió en la República Checa el 30 de noviembre de 2011.

## Premios y distinciones
Festival Internacional de Cine de Venecia
| Año  | Categoría                        | Película | Resultado |
| ---- | -------------------------------- | -------- | --------- |
| 1966 | Plate - Cine recreativo infantil | Mole     | Ganador   |